# Robertsonia irrasa
Robertsonia irrasa är en kräftdjursart som först beskrevs av A. Scott 1902.  Robertsonia irrasa ingår i släktet Robertsonia och familjen Diosaccidae. Inga underarter finns listade i Catalogue of Life.